# Sciurus alleni
Lo scoiattolo di Allen (Sciurus alleni Nelson, 1898) è una specie di scoiattolo arboricolo endemica del Messico settentrionale.

## Descrizione
Nell'aspetto lo scoiattolo di Allen ricorda moltissimo lo scoiattolo grigio orientale (Sciurus carolinensis); ha la regione dorsale di colore marrone-grigiastro o marrone-giallastro uniforme, finemente brizzolata di grigio e nero; le zampe sono grigie e la regione ventrale bianca; lungo i fianchi corre una sottile striscia di colore grigio chiaro. La coda è nera brizzolata di bianco sopra, e marrone-giallastra o grigio-giallastra sotto. L'adulto misura circa 46-47 cm di lunghezza.

## Distribuzione e habitat
L'areale di questa specie è interamente compreso all'interno del territorio messicano: dalle regioni sud-orientali dello stato di Coahuila, esso, attraverso le regioni centrali del Nuevo León, si dirige verso sud fino a raggiungere le regioni occidentali del Tamaulipas e l'estremità settentrionale del San Luis Potosí. Essa vive prevalentemente nelle foreste di querce e in quelle miste di pini-querce, a 600-2550 m di quota.

## Biologia
In alcune località S. alleni è stato osservato nelle prime ore della mattina. I suoi nidi sono costituiti da semplici cavità naturali degli alberi o da strutture di foglie e rametti poste sui rami degli alberi. La sua dieta è costituita prevalentemente da larve e insetti adulti, ma comprende anche arachidi, mais, avena, mele, pesche, mango, prugne, uva, pomodori e rane. Questo animale talvolta penetra nei campi di mais, danneggiando considerevolmente i raccolti. Alcune femmine recanti embrioni (in numero di 2-4) sono state registrate in marzo, luglio e agosto; due femmine avvistate in aprile stavano allattando; e in agosto, all'interno della cavità di un albero, è stato trovato un nido contenente alcuni piccoli.

## Conservazione
S. alleni è minacciato dalla deforestazione e dalla caccia (a scopo alimentare). Si stima che negli ultimi 15 anni la distruzione dell'habitat abbia causato una diminuzione del 13-23% della popolazione. Tuttavia, è ancora molto diffuso e la IUCN lo inserisce tra le specie a rischio minimo.